# Маки, Боб
Роберт Гордон (Боб) Маки (род. 24 марта 1940, Монтерей-Парк, Калифорния)  — американский модельер и художник по костюмам, обладатель девяти премий «Эмми» и премии «Тони», а также номинант на три премии «Оскар».

## Карьера
Как модельер Маки разрабатывал костюмы для Шер, Опры Уинфри, Тины Тёрнер, Мадонны, Барбры Стрейзанд, Марлен Дитрих, Элтона Джона, Бритни Спирс, Стива Мартина, Дайаны Росс, Долли Партон, Уитни Хьюстон и других. Он также неоднократно создавал наряды для Барби. С 1962 года Маки также разрабатывал костюмы для фильмов, телесериалов и телешоу. Его первой работой в этой области стал телевизионный фильм Arthur Freed’s Hollywood Melody. За работу над фильмом «Леди поёт блюз» он вместе со своим партнёром Рэем Агаяном и Нормой Кох был номинирован на премию «Оскар» в категории «Лучший дизайн костюмов» в 1973 году. Он также занимался дизайном костюмов Барбры Стрейзанд в фильме «Смешная леди» (1975) . За это он получил вторую номинацию на премию «Оскар» в 1976 году. Впоследствии он создал ряд костюмов для фильмов The Star Wars Holiday Special и «…все куколки» и получил свою последнюю номинацию на «Оскар» в 1982 году за работу над картиной «Гроши с неба» (1981). 
Кроме того, Боб Маки получил девять премий «Эмми» из 32 номинаций за художественное оформление постановок Alice Through the Looking Glass, G.I.T. on Broadway, Mitzi… Roarin’ in the 20’s, Mitzi… Zings Into Spring, Mama’s Family, Carol & Company, Men, Movies & Carol, Cher: Live in Concert from Las Vegas и Cher: The Farewell Tour.

## Личная жизнь
С 1960 по 1963 год Маки был женат на актрисе Лулу Портер. В браке с ней у него родился сын, который умер в 1993 году в возрасте 33 лет. Позже он был в отношениях с иранским модельером Рэем Агаяном с 1963 года вплоть до самой смерти последнего в 2011 году.